# Saskatoon
Saskatoon [ˌsæskəˈtuːn]IPA je nejlidnatější město kanadské prérijní provincie Saskatchewan, ležící přibližně 230 km severozápadně od provinciálního hlavního města Regina. Dle údajů oficiálního sčítání obyvatelstva z roku 2006 zde k danému datu žilo 202 340 obyvatel. Tzv. metropolitní oblast města (City Metropolitan Area), tedy širší aglomerace, čítala ke stejnému datu 233 923 obyvatel. Město, rozkládající se v převážně rovinatém terénu na obou březích řeky Jižní Saskatchewan, která jím protéká od jihu k severu, je významným obchodním centrem a dopravní křižovatkou nejen v rámci provincie Saskatchewan, ale Kanadských prérií celkově.

## Název města
Nejčastěji zmiňovanou teorií je, že jméno Saskatoon pochází ze slova misâskwatômina, které v jazyce indiánského kmene Kríů označuje keře muchovníku olšolistého, původní rostliny zdejších plání, v angličtině odvozeně nazývané saskatoon berry. Podle jiné teorie je však název města odvozen od kríjského pomístního jména Sask-kwa-tan, které se dá přeložit jako Místo, kde jsou řezány vrbové pruty, jež Kríové používali na výrobu šípů.
Svým sedmi mostům přes řeku Jižní Saskatchewan pak město vděčí za své přezdívky Město mostů (anglicky The City of Bridges, zkráceně Bridge City) a Paříž Prérií (Paris of the Prairies). Díky velmi výhodné poloze z hlediska dopravy a logistiky se městu také někdy přezdívá The Hub City (tj. Uzlové město).

## Geografie
Město leží v centrální oblasti jižní, hustěji obydlené části provincie Saskatchewan, na severním okraji tzv. Palliserova trojúhelníku, tedy rozsáhlé stepní oblasti pokrývající jih střední Kanady, v pásu na živiny velmi bohaté černozemě. Z hlediska biomů se nachází v přechodové oblasti mezi stepí a boreálními lesy, pro niž jsou typické osikové a modřínové háje proložené travnatými pláněmi a která se zde nazývá Aspen parkland, kde aspen je anglický termín pro osiku a parkland pojmem pro rozsáhlý přírodní park, v tomto významu však označuje přímo celý biom.
Klimatické podmínky jsou typicky kontinentální, se značnými teplotními rozdíly mezi poměrně horkým létem a velmi studeným zimním obdobím. Průměrné teploty se pohybují od -17 °C v lednu po 18 °C v červenci, průměrná roční teplota činí 2 °C. Úhrn srážek je relativně nízký, roční průměr je 350 mm. Nejvíce srážek se vyskytuje v létě, kdy jsou běžným jevem bouřky, které mohou dosahovat mimořádné intenzity a být provázeny nebezpečnými atmosférickými jevy, tedy kromě blesků také přívalovým deštěm, krupobitím, nárazovým větrem a výjimečně i tornádem. V zimě se mohou objevit bouře sněhové.

## Historie
Město bylo založeno v roce 1883 Společností pro abstinenci a kolonizaci (Temperance Colonization Society) z Toronta, a to na půdě o výměře 21 čtverečních mil, která byla společnosti udělena o rok dříve. Pokus o založení komunity oproštěné od svodů velkých měst, především alkoholu, narážel však zpočátku na potíže. Ač půda sama je v těchto místech velmi úrodná, semiaridní, tj. polosuché podnebí komplikovalo prvním usedlíkům pěstování zemědělských plodin, navíc povstání Métisů, míšenců evropských přistěhovalců a původních obyvatel, které vypuklo v Saskatchewanu roku 1885, odradilo další potenciální příchozí usedlíky, obávající se projevů nepřátelství z jejich strany. Komunita stagnovala, což v roce 1891 vedlo k zániku Společnosti pro abstinenci a kolonizaci, avšak železnice, která do města dospěla předchozího roku, přinesla obci oživení. V roce 1903 získal Saskatoon status města a přes několik období ekonomické recese, zejména během Velké hospodářské krize v roce 1929 a letech následujících, nadále rostl na významu.

## Město v současnosti
Saskatoon je obchodním a hospodářským centrem provincie Saskatchewan a významnou dopravní křižovatkou Kanadských prérií. Jeho ekonomika se opírá především o zemědělství a s ním spojené služby, ale také o těžbu uranu, jehož je region dle údajů na oficiálních stránkách města největším světovým vývozcem, a dále o dobývání draselných solí. Podle stejného zdroje informací se v okolí města nachází až dvě třetiny jejich celosvětových dostupných zásob.
Město leží na síti Kanadské pacifické a Kanadské národní železnice a je zastávkou na transkontinentální železniční trase z Toronta do Vancouveru. Je rovněž ústředním bodem dálkové autobusové dopravy, zajišťované společností Saskatchewan Transportation Company, meziprovinciální autobusové linky pak provozuje kanadská odnož společnosti Greyhound. Vedle dálkové silnice č. 16, známé také jako Yellowhead Highway, jejímž prostřednictvím je město napojeno na transkanadský dálniční systém, se zde setkává dalších jedenáct dálkových silnic. Co se letecké dopravy týká, je Saskatoon obsluhován Mezinárodním letištěm Johna G. Diefenbakera
Město je sídlem Saskatchewanské university, založené roku 1907, a Mendel Art Gallery, galerie, jejíž stálá expozice zahrnuje více než 5 000 uměleckých děl. Hlavním prostorem pro pořádání koncertů klasické hudby a divadelních představení, jakož i dalších kulturních akcí je kongresové a kulturní centrum TCU Place, koncerty hudby populární a další populárně-kulturní události se konají zejména v hale Credit Union Centre. Město také každoročně hostí několik festivalů, především Shakespeare on the Saskatchewan Festival, konaný v městském parku, jehož součástí jsou vedle představení divadelních her Williama Shakespeara i ukázky středověkých řemesel, výstavy a další kulturní a společenské akce, dále Jazz Festival a festival alternativního divadla, známý jako Saskatoon Fringe Theatre Festival.
Ze sportů je velmi populární lední hokej, v němž město reprezentuje tým Saksatoon Blades, hrající soutěž Western Hockey League, který však zatím nenavázal na úspěchy celku Saskatoon Sheiks, jenž se ve 20. letech 20. století dvakrát probil ze soutěže Western Canada Hockey League až do semifinále Stanleyova poháru. Oblíbený je rovněž kanadský fotbal,, baseball a lakros, v popularitě nezaostávají ani automobilové soutěže. V blízkosti města se nachází jak dráha pro závody dragsterů, tak automobilový závodní okruh.

Centrum Saskatoonu na břehu řeky Jižní Saskatchewan

## Partnerská města
- Černovice, Ukrajina
- Kábul, Afghánistán
- Kitahirošima, Japonsko[7]
- Kolín nad Rýnem, Německo
- Oxford, Spojené království
- Š’-ťia-čuang, Čína
- Umeå, Švédsko